# پاملا تاجونار
پاملا تاجونار (انگلیسی: Pamela Tajonar؛ زادهٔ ۲ دسامبر ۱۹۸۴) بازیکن فوتبال اهل مکزیک است.
از باشگاه‌هایی که در آن بازی کرده‌است می‌توان به وسترن نیویورک فلش، باشگاه فوتبال زنان بارسلونا، باشگاه فوتبال روزنگرد، و باشگاه فوتبال کرتارو اشاره کرد.
وی همچنین در تیم ملی فوتبال زنان مکزیک بازی کرده‌است.